# D'espairsRay
D'espairsRay（ディスパーズレイ）は、日本のヴィジュアル系ロックバンド。バンド名の意味は絶望と光。略称はディスパ。1999年9月9日結成。2011年6月15日解散。

## 概要
バンドのテーマは「ダークと破壊」で、ヘヴィなサウンドにシンセサイザーを混ぜた重厚でインダストリアルなサウンドを特徴としている。
日本産ゴシック・ロックの雄と称されている。結成当初から、独特な洋楽アプローチを感じさせるクオリティの高い楽曲と、観る者を圧倒するカリスマ性の強い激しいライヴパフォーマンスを行ってきた。
作詞は基本的にHIZUMIが担当し、作曲は主にKaryu、TSUKASAが担当する。また、メジャーデビュー以降最初のシングルの「FINAL CALL」からはabingdon boys schoolの岸利至がプロデュースを担当している。
ファンのことはマニアと呼ばれ、リリースされる作品には「マニア向け」と記載されている。
2008年6月から、バンドロゴがD'ESPAIRSRAYと全て大文字表記へ変わったが、正式なバンド名はD'espairsRayのままで変更はない。

## メンバー
- HIZUMI ：Leadvocal（1976年3月2日、B型）
山形県山形市出身。主に作詞担当。攻撃的なシャウトと、伸びやかなクリーンボイスを使い分ける。
解散後、創作プロジェクトUMBRELLAを始動。
岸利至（abingdon boys school etc.）とMASATO（defspiral）に声をかけ、NUL.を結成[5][6]。
- Karyu ：Guitar ,Programming ,Backing vocals（1978年12月7日、O型）
山口県宇部市出身。バンドのメインコンポーザーであり、全楽曲の8割程度を作曲している。影響を受けたギタリストは瀧川一郎。
解散後、Angeloに加入。
- ZERO ：Bass ,Backing vocals（7月31日、O型）
埼玉県熊谷市出身。
解散後、THE MICRO HEAD 4N'Sを結成。
- TSUKASA ：Drums ,Percussion ,Programming（1977年3月6日、B型）
山形県河北町出身。リーダー。Karyuとともに作曲担当（Reddish -DIVA version-、朧ノ月、MAZE、灰と雨、Cocoon 、KAMIKAZE、琥珀  等を作曲している）。
解散後、THE MICRO HEAD 4N'Sを結成。2015年に最上川司名義でヴィジュアル系演歌歌手としてデビュー[7]。

## 来歴
- 1999年
  - 9月9日、現4人のメンバーで東京にて結成。結成当時は自主制作で活動をしていたが、2003年には音楽事務所のSWEET CHILDと契約する。

- 2004年
  - 4月26日、ミニアルバム『BORN』をリリースするタイミングで流通がユニバーサルミュージックになる。
  - 10月には初渡欧し[4]、欧米でのライブ活動も展開させていく。

- 2006年
  - 1月に1stアルバム『Coll:set』をヨーロッパでリリース。
  - 欧米9か国のライブで総動員数1万5千人を記録し、海外での支持を獲得した[4]。
  - 8月にはドイツで7万人を集めたヨーロッパ最大のメタルフェスティバル「Wacken Open Air」に唯一の日本人バンドとして参加[4]。

- 2007年
  - 6月に2ndアルバム『MIRROR』をヨーロッパでリリース。
  - フィンランドでの2万人規模の2つのフェス「TUSKA OPEN AIR」、「RUISROCK」に出演[4]。

- 2008年
  - 3月に2ndアルバム『MIRROR』をアメリカでリリース。
  - アメリカの34都市で開催されたツアー「Taste of Chaos 2008」に参加した[4]。ブレット・フォー・マイ・ヴァレンタイン、アヴェンジド・セヴンフォールド、アトレイユ、ムックと共に参加し、メインステージに出場した。

- 2009年
  - 3月11日、アルバム『REDEEMER』のリリースを以てメジャーデビュー、新レーベルのデリシャス・デリ・レコーズに移籍した。ユニバーサル・インターナショナルより発売された[4]。
  - 9月9日、10th Anniversary Singleの発売を予定し、10月1日には初のホールワンマンとなる渋谷C.C.Lemonホールでのライブを行なう[4]。

- 2010年
  - 9月21日、HIZUMIの声帯治療（声帯の筋肉異常）を目的としてD'espairsRayの音楽活動全般を無期限休止すると発表[8]。12月30日のワンマンツアーである「D'espairsRay World Tour 2010 "Human-clad Monsters" FINAL」をもって活動休止。

- 2011年
  - 5月10日、HIZUMIの喉の回復が見込まれず、メンバー4人で協議した結果、2011年6月15日付で解散することを発表[9]。
  - 6月15日、解散。
- 2014年
  - 5月5日、Angelo主催のイベント「THE INTERSECTION OF DOGMA」（Zepp DiverCity Tokyo）に出演する事を発表[10][11]。
  - 7月29日、「THE INTERSECTION OF DOGMA」に出演。約3年半ぶりのライブを成功させた[12]。
- 2022年
  - 2009年にTOUR 「PSYCHEDELIC PARADE」の中で、2009年にセクションバンドとして登場した「Luv PARADE（Vocal以外在籍、ゲストボーカルTAKA（defspiral））」が再結成。6月20日に行われたライブ「DEVIL'S PARTY 2022」にゲストボーカルTAKA（defspiral）が入りライブを行う

- 2023年
  - 7月7日のD'espairsRay公式 FACEBOOKにて、「D'espairsRay is BACK」と書かれた書き込みがされ、さらに7月9日に行われるライブ「DEVIL'S PARTY ＃3」にて、「Luv PARADE（ゲストボーカルTAKA（defspiral））」がD'espairsRayの楽曲を演奏することが発表される。

- 2025年
  - 5月8日、2025年11月15日に行われるイベント「CROSS ROAD Fest」に出演することが発表される。上記「THE INTERSECTION OF DOGMA」への出演以来およそ11年ぶりの4人でのライブとなる[13]。

## 日本国外でのライブ活動
2004年

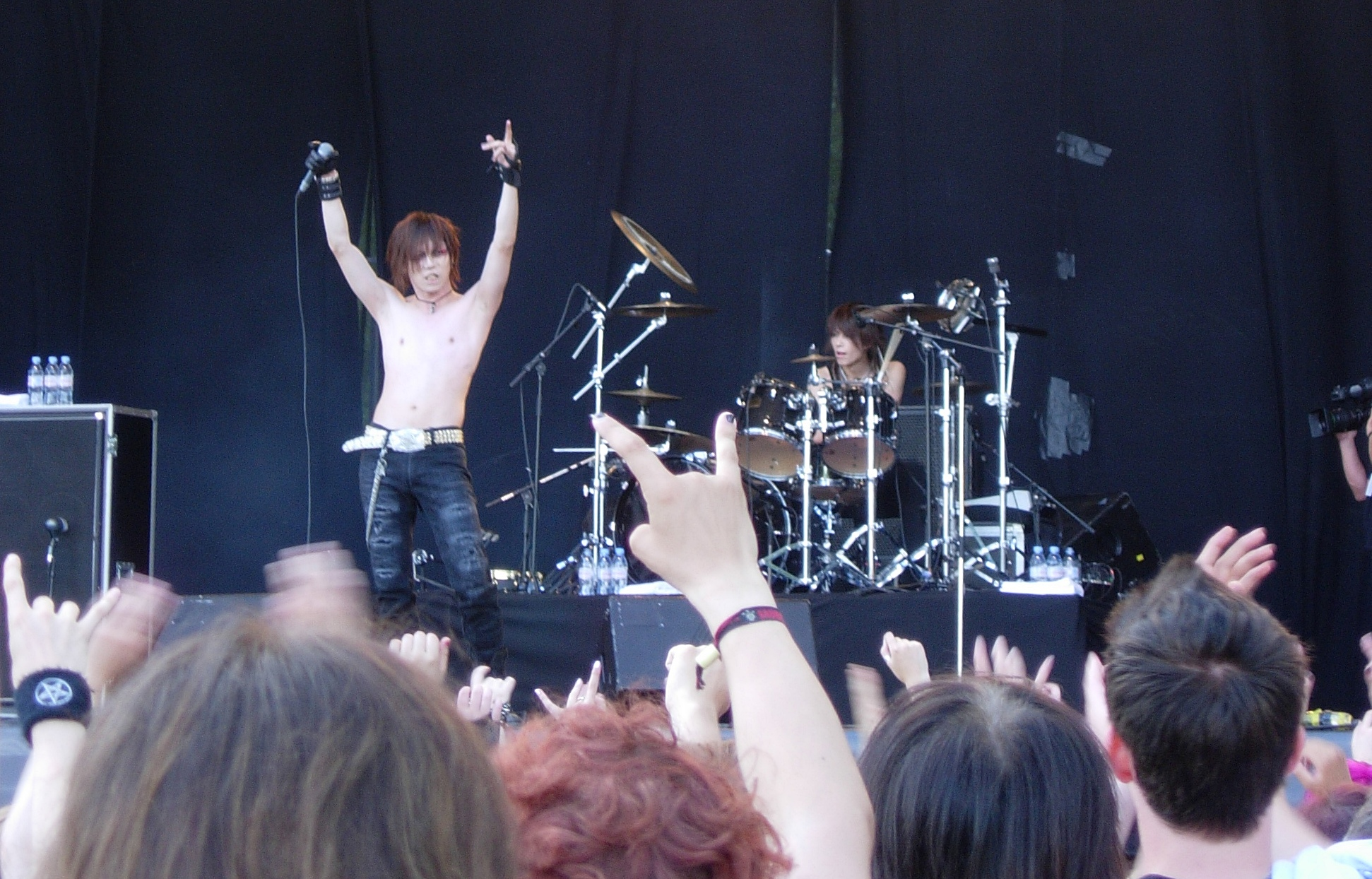
フィンランドのロックフェスティバル「ルイスロック 07」にて。

- 10月、ドイツベルリン、フランスパリでのワンマン公演

2005年
- 5月、西海岸・11月に東海岸で現地のバンドと共同でのアメリカツアー
- 10月、蜉蝣と共同でのツアーでドイツミュンヘン、フランスパリでの公演

2006年
- 8月、ヨーロッパ大型メタルフェスティバル「Wacken Open Air」への出演
- 11月、ヨーロッパ8ヶ国（14公演）でのワンマンツアー

2007年
- 5月、アメリカロサンゼルスでのイベント「J-ROCK REVOLUTION 2007」への出演

2008年
- 2 - 4月、全米43都市で行われたロックフェスティバル「taste of CHAOS 2008」への出演

2009年
- 7月、ヨーロッパ8ヶ国（13公演）でのワンマンツアー

2010年
- 3月14日、台湾高雄「MEGAPORT MUSIC FESTIVAL 2010」への出演[14]
- 8・9月、アメリカ6公演、ヨーロッパ7ヶ国（11公演）でのワンマンツアー[15]

## ディスコグラフィー

### デモテープ
| タイトル         | 発売日        | 収録曲                                      | 備考                          |
| ---------------- | ------------- | ------------------------------------------- | ----------------------------- |
| 蒼               | 1999年        | 蒼 「S」yste「M」                           | 無料配布デモテープ            |
| 「S」yste「M」   | 1999年        | 「S」yste「M」                              | 無料配布デモテープ            |
| さくら           | 1999年        | さくら                                      | 無料配布デモテープ            |
| RAZφR            | 2000年        | RAZφR                                       | 無料配布デモテープ            |
| 裏マニアシアター | 2002年1月28日 | ヴァレンタイン 「モノクロ」になった最期の日 | 初回限定1000本シリアルNo.入り |

### シングル
| No. | タイトル           | 発売日         | 備考                                                                             |
| --- | ------------------ | -------------- | -------------------------------------------------------------------------------- |
| 01  | 蜘蛛               | 2000年10月21日 | 初回限定盤1000枚、紙ジャケット                                                   |
| 02  | 眩惑               | 2001年4月1日   | 初回限定盤1000枚、紙ジャケット                                                   |
| 03  | Sixth TERROR       | 2001年8月29日  | 高田馬場AREAワンマン無料配布                                                     |
| 04  | SEXUAL BEAST       | 2002年6月5日   | 初回限定盤2000枚                                                                 |
| 05  | MaVERiCK           | 2003年2月12日  | 初回限定5000枚、 2ndマニアジャケ限定3000枚                                       |
| 06  | Garnet             | 2003年11月12日 |                                                                                  |
| 07  | -GEMINI-           | 2004年9月1日   | 初回限定盤DVD付                                                                  |
| 08  | 凍える夜に咲いた花 | 2006年4月5日   | 初回限定盤DVD付A、B、通常盤                                                      |
| 09  | Squall             | 2007年3月14日  | 初回限定盤DVD付、通常盤のみ『Screen』収録                                        |
| 10  | BRILLIANT          | 2008年5月14日  |                                                                                  |
| 11  | KAMIKAZE           | 2008年8月6日   | 初回限定盤DVD付、通常盤のみ『BRILLIANT-Live 30 Dec. 07』収録                     |
| 12  | HORIZON            | 2008年12月3日  | 初回限定盤DVD付、通常盤のみ『闇に降る奇跡 Classical White Ver.』収録             |
| 13  | FINAL CALL         | 2009年9月9日   | メジャー・デビュー・シングル、初回限定盤A、B、通常盤のみ『ARK IN THE STORM』収録 |
| 14  | LOVE IS DEAD       | 2010年4月14日  | 初回限定盤、通常盤のみ『CROSSED ARROWS』収録                                     |

### ミニアルバム
| No. | タイトル  | 発売日        | 備考             |
| --- | --------- | ------------- | ---------------- |
| 01  | -TERRORS- | 2001年7月21日 | 初回限定盤3000枚 |
| 02  | BORN      | 2004年4月28日 | 初回限定盤DVD付  |

### アルバム
| No. | タイトル | 発売日         | 備考                                                          |
| --- | -------- | -------------- | ------------------------------------------------------------- |
| 01  | Coll:set | 2005年6月29日  |                                                               |
| 02  | MIRROR   | 2007年4月11日  | 初回限定盤、通常盤                                            |
| 03  | REDEEMER | 2009年3月11日  | メジャー・デビュー作品                                        |
| 04  | IMMORTAL | 2009年12月29日 | インディーズベストアルバム                                    |
| 05  | MONSTERS | 2010年7月28日  | 初回限定盤CD+DVD、通常盤                                      |
| 06  | ANTIQUE  | 2011年3月14日  | コア作品集（ベスト・アルバム）、初回限定盤のみMV11曲収録DVD付 |

### オムニバス
| タイトル                 | 発売日         | 収録曲                                             |
| ------------------------ | -------------- | -------------------------------------------------- |
| HYSTERIC MEDIA ZONE V.A  | 2000年12月21日 | 「S」yste「M」 L∞P-Divide Neo Abomination-         |
| 檻の中で見る夢           | 2002年9月8日   | 檻の中で見る夢 檻の中で見る夢 (アニマルマニアver.) |
| SHOCK JAM CD EDITION.1   | 2002年10月1日  | ファシズム 「タトエバ」キミ...ガ...シンダ...ラ     |
| 異端児                   | 2003年1月20日  | 異端児                                             |
| SHOCK WAVE CD the SELECT | 2005年10月26日 | 「タトエバ」キミ...ガ...シンダ...ラ                |

### DVD
| タイトル                                              | 発売日         | 備考                                                              |
| ----------------------------------------------------- | -------------- | ----------------------------------------------------------------- |
| murder Day                                            | 2005年4月1日   | LIVE DVD                                                          |
| The world outside the cage                            | 2006年3月8日   | ドキュメンタリーDVD                                               |
| [LIQUIDIZE]-融合スル体温-                             | 2006年12月17日 | LIVE DVD                                                          |
| Spiral Staircase ＃15 Final                           | 2007年9月5日   | LIVE DVD                                                          |
| 10th Anniversary LIVE Closer to ideal-Brandnew scene- | 2009年12月29日 | LIVE DVD                                                          |
| “Human-clad Monsters”FINAL                            | 2011年4月13日  | LIVE DVD（活動休止ライヴ）※エンドロール後に隠し曲が収録されている |

## タイアップ一覧
| 使用年 | 曲名     | タイアップ                                          |
| ------ | -------- | --------------------------------------------------- |
| 2007年 | Squall   | テレビ神奈川（tvk）『Mutoma α』エンディングテーマ   |
| 2008年 | KAMIKAZE | TBS系『ランク王国』2008年8・9月度エンディングテーマ |
| 2008年 | HORIZON  | 全国音楽情報TV『MUSIC B.B.』オープニングテーマ      |